# Hadrosquilla edgari
Hadrosquilla edgari is een bidsprinkhaankreeftensoort uit de familie van de Nannosquillidae. De wetenschappelijke naam van de soort is voor het eerst geldig gepubliceerd in 2001 door Ahyong.